# 格奥尔格·卡桑德
格奥尔格·卡桑德（Georg Cassander，1513年—1556年），文艺复兴时期欧洲天主教神学家之一。16世纪时，由于他多次试图调和天主教和新教之间的因教义不同而产生的矛盾与冲突，结果遭到双方的唾弃。